# 南部正司
南部 正司（なんぶ まさし、1967年8月6日 - ）は、日本の元男子バレーボール選手、指導者。

## 人物
大阪府大阪市出身。大阪商業大学附属高等学校、大阪商業大学を卒業し、1990年に日新製鋼入社。日新製鋼男子バレー部では高校の先輩でもある柳本晶一が監督を務めており、柳本の下で鍛え上げられた。
1986年の第3回アジアジュニアバレーボール選手権（タイ）、1987年の第4回バレーボール男子ジュニア世界選手権（バーレーン）、1991年の第16回ユニバーシアード大会（イギリス）にそれぞれ日本代表に選出されて出場している。また日本男子代表として1995年バレーボール・ワールドリーグに出場した。
1997年に日新製鋼ドルフィンズが解散したため、松下電器・パナソニックパンサーズへ移籍。2001年のシーズンまで現役としてプレーした後、バレーボール指導者へ転身して2002年からパンサーズのコーチやマネージャーを務めた。
プレミアリーグ 2007/08シーズンからパンサーズ監督に就任。就任1年目の新人監督としてプレミアリーグ優勝を果たし、同年には第57回黒鷲旗全日本男女選抜バレーボール大会も制覇、その翌年のプレミアリーグ2008/09シーズンも連覇し、同年のアジアクラブ男子選手権（中国・鎮江市）で3位に入った。2012年にはプレミアリーグ2011/12、第61回黒鷲旗全日本男女選抜バレーボール大会、平成24年度天皇杯・皇后杯全日本バレーボール選手権大会の三冠制覇を果たしている。
2014年2月6日、ゲーリー・サトウの後を受けてバレーボール日本男子代表監督に就任することとなった。プレミア監督としての実績、ブラジルバレーの知識、飽くなき向上心などが評価されての抜擢だった。尚、プレミアリーグ 2013/14シーズン及び2014年黒鷲旗全日本男女選抜バレーボール大会が終了するまではパンサーズの指揮を執り、2014年5月から代表監督に専念することとなった。
2016年10月、続投を視野に中垣内祐一と荻野正二と共に日本バレーボール協会の面接を受けたが、バレーボール日本男子代表監督を退任（後任は中垣内が選出された）。
2023年には日本バレーボール協会男子強化委員会委員長を務めた。
2025年1月、大阪ブルテオンのゼネラルマネージャーを退任。日本バレーボール協会ハイパフォーマンス本部本部長に就任した。

## 所属チーム

### 選手
- 日新製鋼 （1990-1997年）
- 松下電器・パナソニックパンサーズ （1997-2002年）

### 指導者
- パナソニックパンサーズ コーチ（2005-2007年）
- パナソニックパンサーズ 監督（2007-2014年）
- バレーボール全日本男子代表 監督（2014-2016年）